# Terzan 5
Terzan 5 est un amas globulaire fortement obscurci appartenant au bulbe galactique (la concentration centrale d'étoiles) de la Voie lactée. C'est l'un des six amas globulaires découverts par l'astronome français Agop Terzan en 1968. Cet amas a été catalogué par le Two-Micron All-Sky Survey comme IRC-20385. Il est situé dans la constellation du Sagittaire en direction du centre de la Voie lactée. Terzan 5 suit probablement une orbite compliquée inconnue autour du centre de la galaxie, mais actuellement il se dirige vers le Soleil à une vitesse d'environ 90 km/s.

## Propriétés physiques
La magnitude absolue de Terzan 5 est d'au moins MV=−7.5. Sa luminosité bolométrique est d'environ 800 000 fois celle du Soleil, tandis que sa masse est d'environ 25 millions de masses solaires. Le petit noyau de Terzan 5 - environ 0,5 pc, en taille possède l'une des densités d'étoiles les plus élevées de la galaxie. Sa densité de masse volumique dépasse 106 M☉/pc3, tandis que sa densité de luminosité volumique dépasse 105.5L☉/pc3 , où M☉  et L☉  sont respectivement la masse et la luminosité du Soleil. L'amas possède également l'une des métallicités les plus élevées parmi les amas globulaires de la Voie lactée - [Fe/H] = −0,21.
En 2009, on a découvert que Terzan 5 se compose d'au moins deux générations d'étoiles âgées de 12 et 4,5 milliards d'années et de métallicités légèrement différentes, indiquant peut-être qu'il s'agit du cœur d'une galaxie naine perturbée, et non d'un véritable amas globulaire. Il n'y a que quelques autres amas globulaires dans la Voie lactée qui contiennent des étoiles d'âges différents, dont M54 et Omega Centauri. L'amas contient également environ 1300 étoiles à branches horizontales (HB) brûlant de l'hélium, dont au moins une étoile variable RR Lyrae.

## Pulsars et sources de rayons X
Terzan 5 est connu pour contenir au moins 34 pulsars radio millisecondes ;  leur vrai nombre pourrait aller jusque 200. Le premier objet de ce type, PSR B1744-24A, découvert en 1990, a une période de 11,56 ms. La population de pulsars à l'intérieur de Terzan 5 comprend le PSR J1748–2446ad, le pulsar milliseconde le plus rapide connu, qui tourne à 716 Hz (la période de rotation est de 1,40 ms).
Terzan 5 contient également un sursauteur X, découvert en 1980 : XB 1745-25. Il contient également environ 50 sources de rayons X plus faibles, dont beaucoup sont probablement des binaires à rayons X de faible masse (LMXB) ou des variables cataclysmiques.
Le grand nombre de sources de rayons X et de pulsars millisecondes peut être une conséquence directe de la forte densité du noyau de l'amas, qui conduit à un taux élevé de collisions d'étoiles, et à la formation de binaires proches, y compris des systèmes binaires qui contiennent une étoile à neutrons.
En plus des sources discrètes de rayons X, Terzan 5 produit une émission diffuse de rayons X non thermiques et de rayons gamma d'énergie haute (quelques GeV) et ultra-haute (0,5–24 TeV). Les rayons gamma à haute énergie proviennent probablement de la magnétosphère d'abondants pulsars millisecondes, tandis que les rayons gamma à ultra-haute énergie résultent probablement de la diffusion Compton inverse par les électrons relativistes émis par les pulsars à partir du rayonnement de fond cosmique micro-ondes.

## Galerie

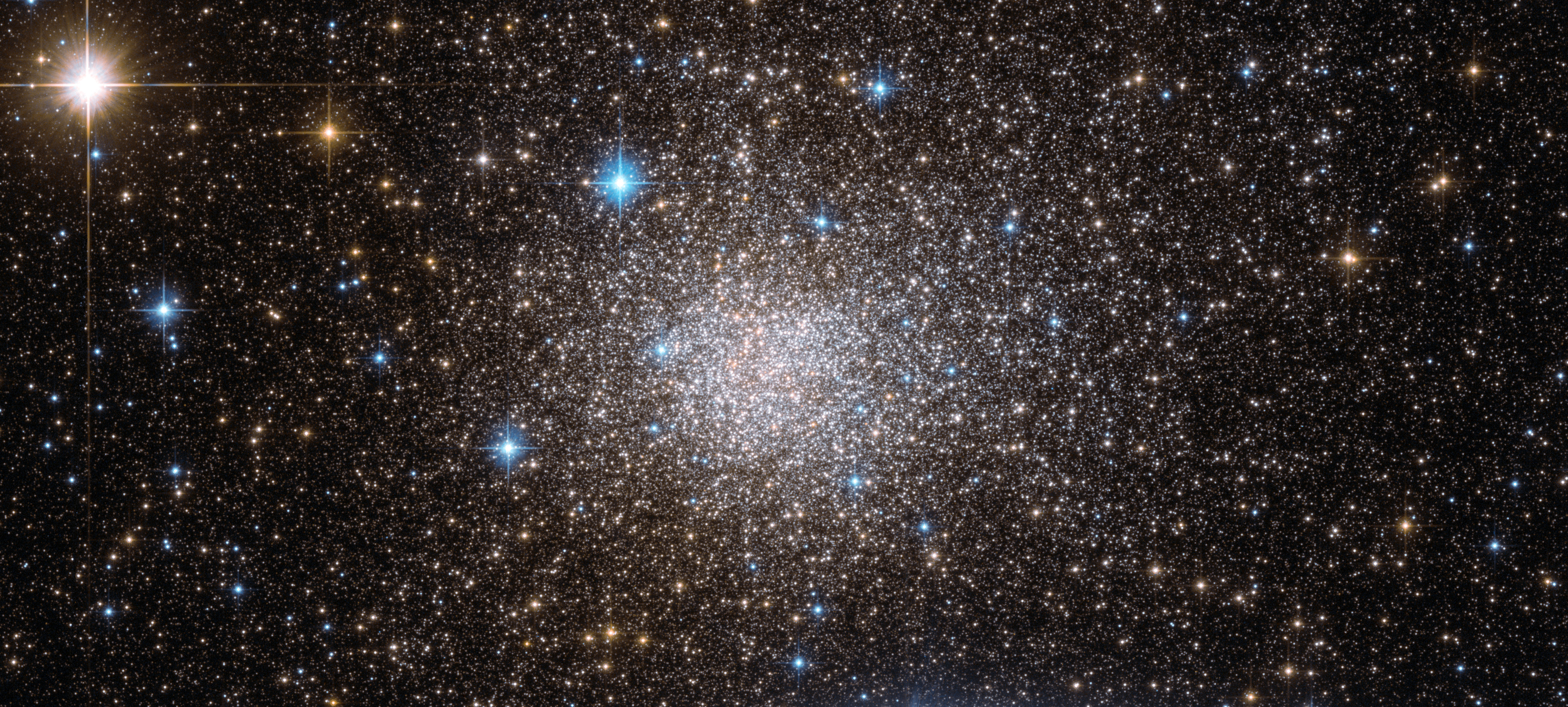
Image Hubble de l'ancien amas globulaire Terzan 5
Terzan 5 est l'un des blocs de construction primordiaux du bulbe de notre galaxie, très probablement la relique des tout premiers jours de la Voie lactée.